# Benny Gantz

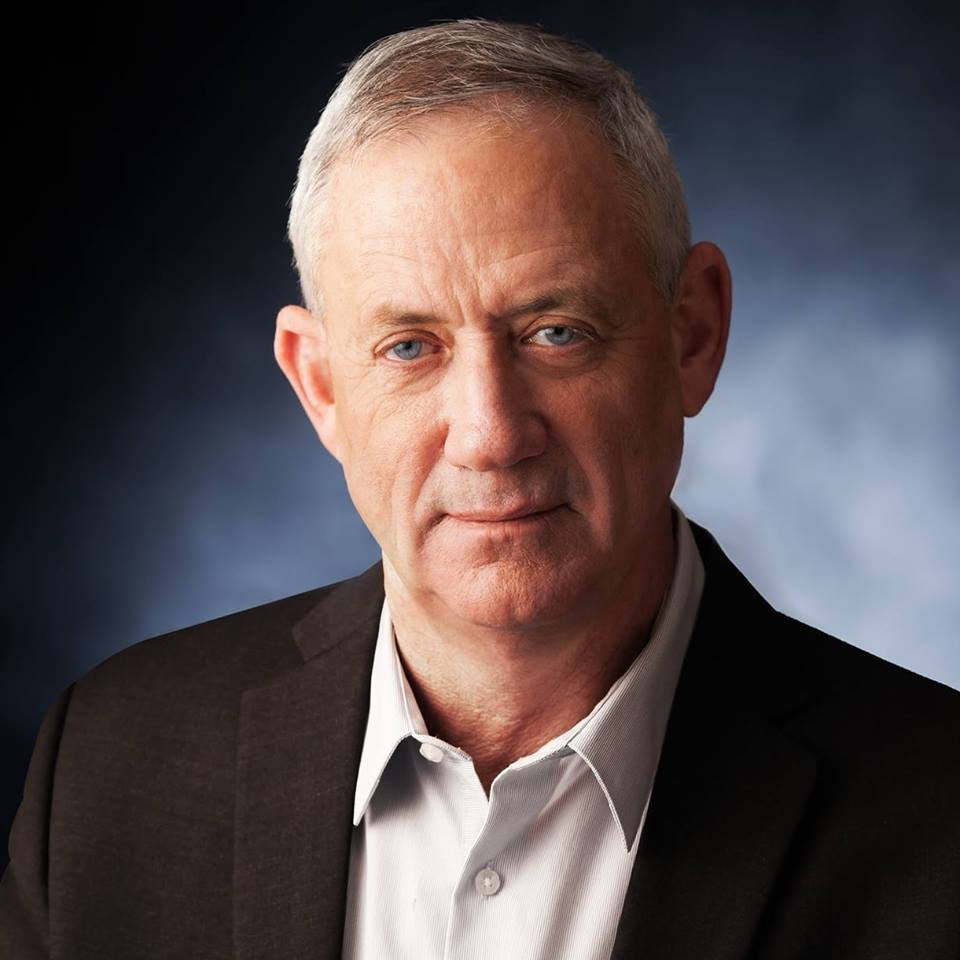
Benny Gantz (2019)

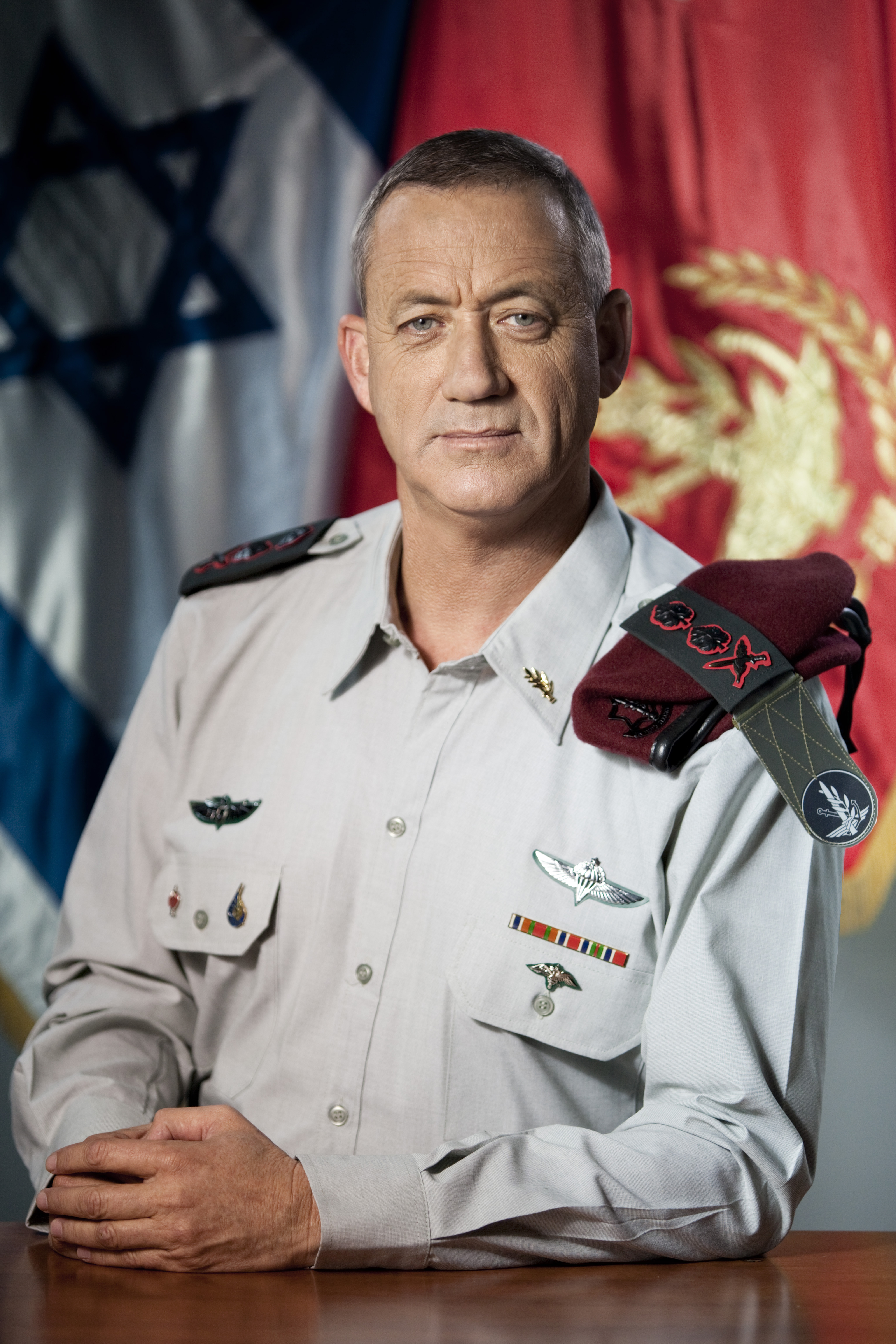
Benny Gantz (2011)

Benjamin „Benny“ Gantz (hebräisch בנימין ״בני״ גנץ; * 9. Juni 1959 in Kfar Chaim, Emek Chefer) ist ein israelischer Generalleutnant (Raw-Aluf) und Politiker (Chosen LeJisra’el). Von Mai 2020 bis Dezember 2022 war er israelischer Verteidigungsminister, zunächst im Kabinett Netanjahu-Gantz und ab Juni 2021 im Kabinett Bennett-Lapid. Im ersten Kabinett war er zeitgleich alternierender Ministerpräsident, im zweiten war er stellvertretender Ministerpräsident. Von Oktober 2023 bis Juni 2024 gehörte er als Minister ohne Geschäftsbereich dem dreiköpfigen Kriegskabinett an, das im Zuge des Hamas-Angriffes gebildet wurde.
Vom 26. März 2020 bis zum 17. Mai 2020 war er Präsident der Knesset. Er war von 2011 bis 2015 der 20. Generalstabschef der israelischen Verteidigungsstreitkräfte und zuvor von 2005 bis 2007 Oberbefehlshaber des Israelischen Heeres.
Gantz trat mit der von ihm neu gegründeten Partei Chosen LeJisra’el und nach Zusammenschluss mit Jair Lapids Partei Jesch Atid zum Mitte-Bündnis Kachol Lavan („Blau Weiß“) bei der vorgezogenen Parlamentswahl in Israel April 2019 an und unterlag dem Likud von Ministerpräsident Netanjahu. Bei den ebenfalls vorgezogenen Neuwahlen im September des Jahres wurde seine Partei stärkste Kraft in der Knesset.
Gantz verließ am 9. Juni 2024 zusammen mit Gadi Eizenkot das Kriegskabinett Netanjahu. Er forderte Neuwahlen.
Im Juni 2024 unterstützte Gantz in der Knesset eine Resolution der rechten Partei Tikwa Chadascha gegen die Gründung eines palästinensischen Staates, d. h. gegen eine Zweistaatenlösung. In der Resolution heißt es: „Ein palästinensischer Staat würde eine existenzielle Bedrohung für den Staat Israel und seine Bürger darstellen.“

## Herkunft und Familie
Gantz wurde 1959 im Moschaw Kfar Chaim im zentralisraelischen Regionalverband Emek Chefer geboren. Seine Mutter Malka Gantz, geborene Weiss, war eine Holocaust-Überlebende. Sie stammte ursprünglich aus der ungarischen Kleinstadt Mezőkovácsháza. Von den Nazis wurde sie nach Bergen-Belsen deportiert. Nach dem Zweiten Weltkrieg kam sie 1947 an Bord der Haim Arlosoroff nach Israel.
Gantz ist verheiratet und hat vier Kinder.

## Militärische Laufbahn

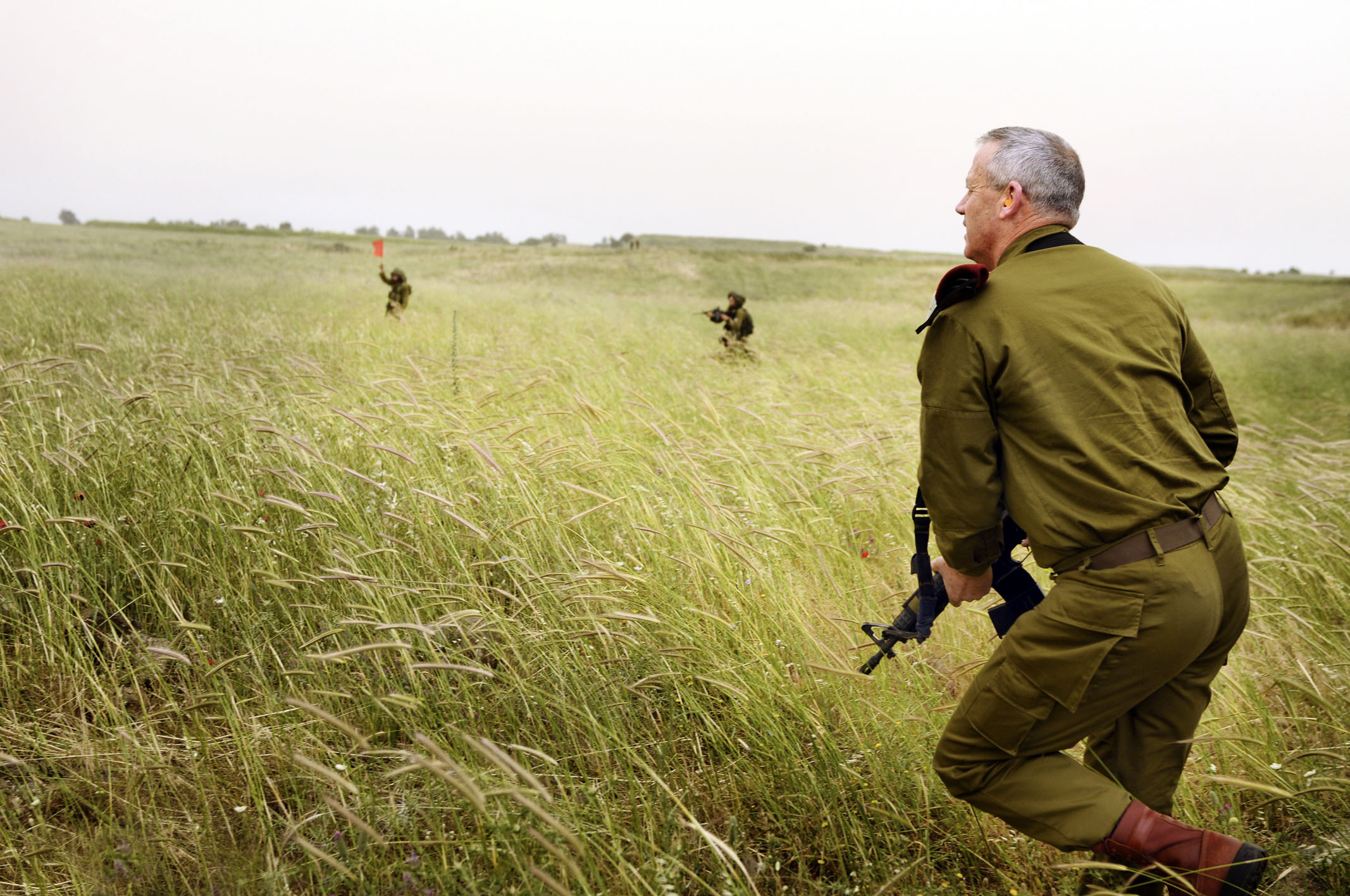
Gantz als Generalstabschef bei einer Übung auf den Golanhöhen (Mai 2011)

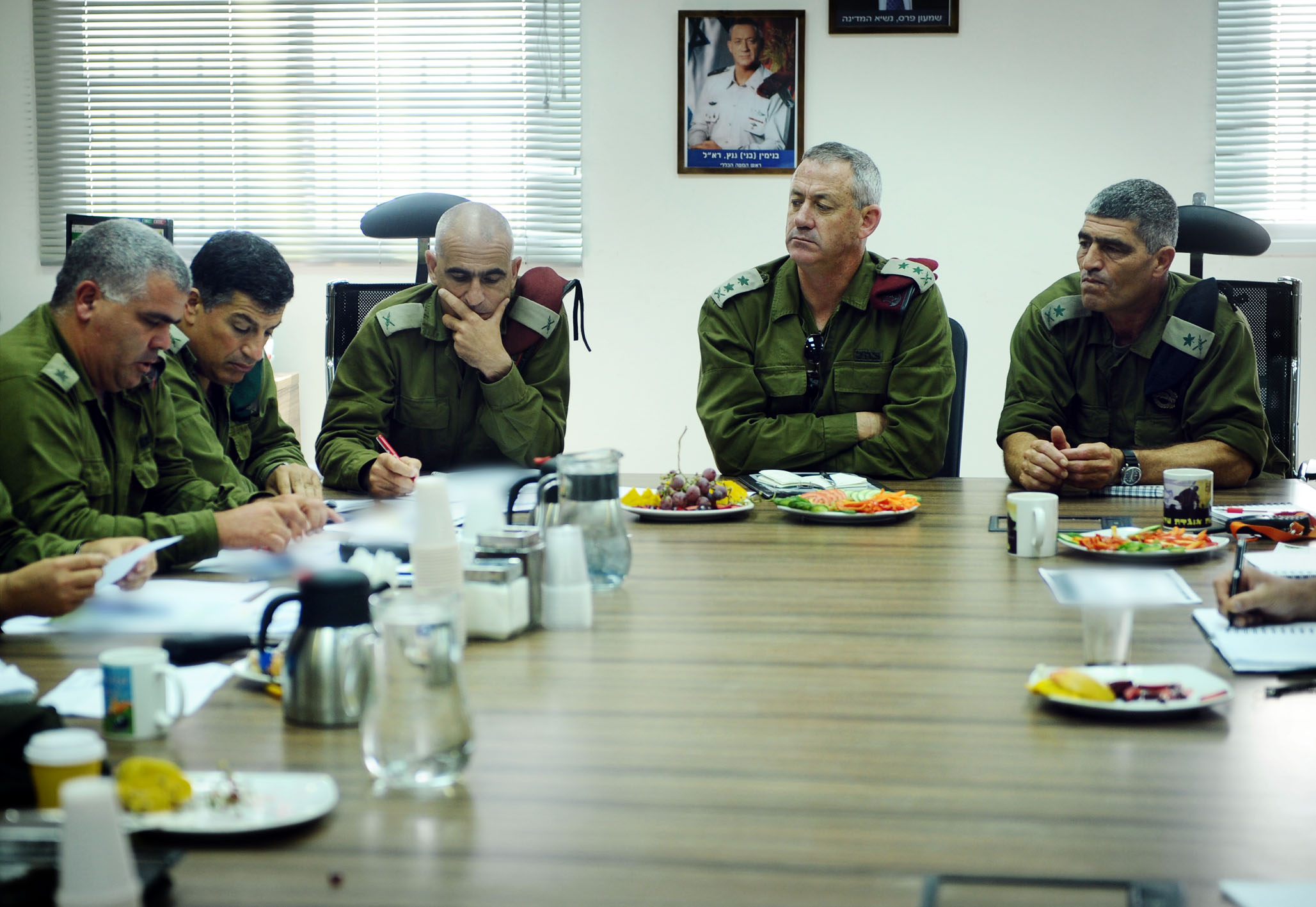
Gantz besucht das Südkommando, August 2011

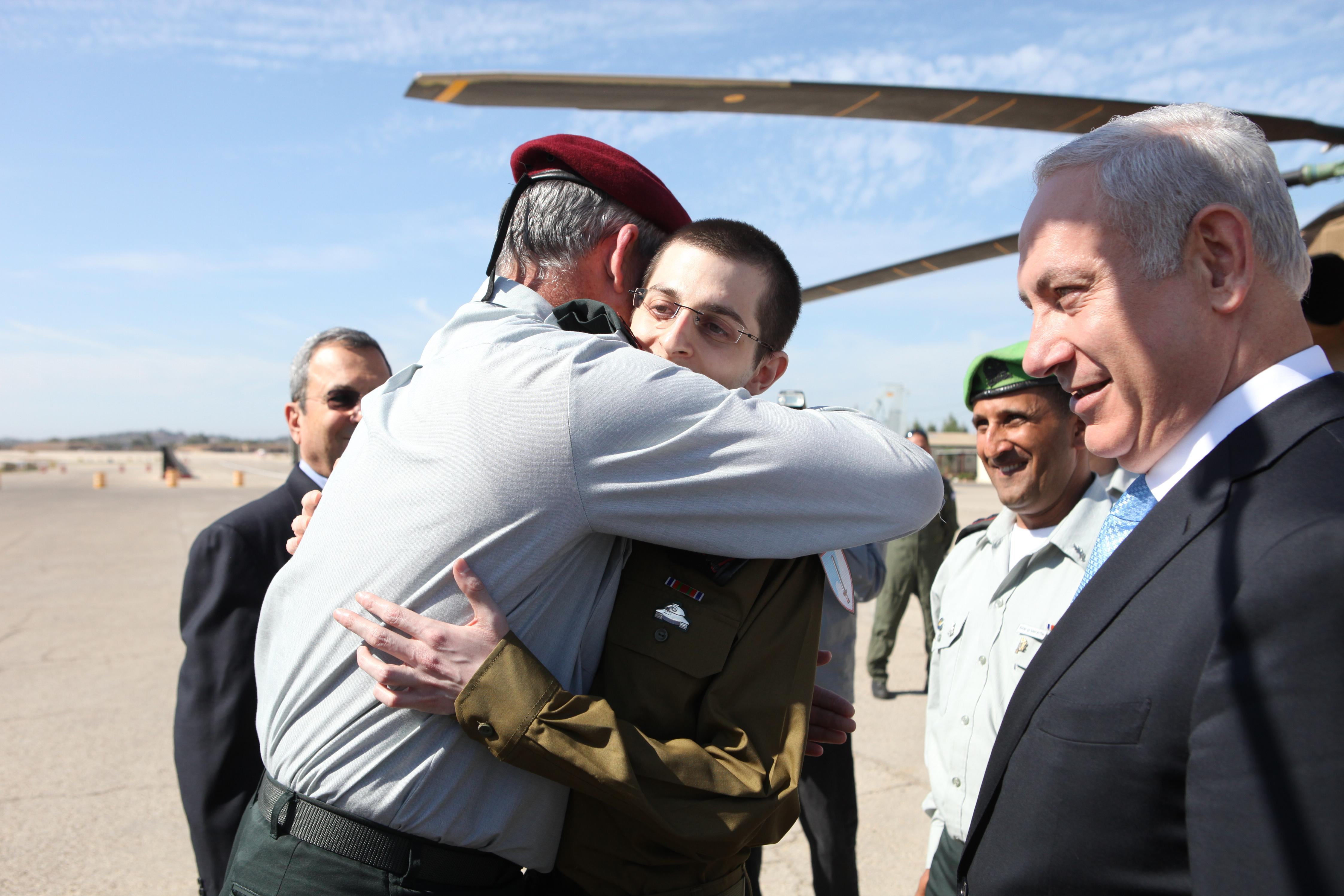
Gantz empfängt Gilad Schalit nach dessen Freilassung (mit Benjamin Netanjahu, vorne rechts und Ehud Barak im Hintergrund), 18. Oktober 2011

Gantz trat 1977 in die israelischen Verteidigungsstreitkräfte ein. Als Freiwilliger kam er zunächst zu den Fallschirmjägern und bekam 1979 das Offizierspatent. Während seiner militärischen Laufbahn diente er in verschiedenen Verwendungen und Teilstreitkräften. 1987 wurde er Kommandeur der Viper-Brigade der Fallschirmtruppen. 1989 wechselte er zu den Luftstreitkräften und übernahm die Anti-Terror-Einheit Jechidat Schaldag, bis er 1992 Befehlshaber der Fallschirmjägerreserve wurde. 1994 übernahm er erst eine Brigade der Judäa-Division, und kurze Zeit darauf wechselte er, bereits zum Tat-Aluf (deutsch etwa Brigadegeneral) befördert, zur Samaria-Division.
Nach dieser Verwendung kehrte er 1995 wieder zu den Fallschirmjägern zurück und wurde Kommandeur dieser Waffengattung. 1999 wechselte er als Chef zur Lebanon Liaison Unit (deutsch: Libanonverbindungstruppe). Im Jahr 2000 wurde Gantz zum Aluf befördert, er übernahm zunächst den Befehl über die Judäa-Division und kurze Zeit danach das Kommando über die Samaria-Division. Schließlich übernahm er 2002 den Befehl über das Nordkommando und wurde 2005 Kommandeur des 1998 geschaffenen Hauptquartiers des Heeres (Mazi). Dieses Kommando gab er Ende 2007 an Avi Mizrachi ab. Ab Januar 2008 war Gantz Militärattaché der israelischen Botschaft in den Vereinigten Staaten.
Gantz erwarb während seiner militärischen Weiterbildung bzw. während seiner Ausbildung verschiedene akademische Abschlüsse; so graduierte er sowohl am Inter-Arm Command and Staff College als auch am National Defense College der israelischen Streitkräfte. Darüber hinaus erwarb er den Master of Arts der US-amerikanischen National Defense University in National Resource Management. Danach schloss er ein Studium an der Universität von Tel Aviv und Haifa an und erwarb einen Bachelor-Abschluss in Geschichte sowie einen weiteren Master of Arts in Politikwissenschaft.
Der Fall Madhat Yusuf
Anfang 1999 übernahm das israelische Militär die Kontrolle des Zugangs zu Josefs Grab in der Stadt Nablus. Dieser Schritt führte zu heftigen Protesten unter den Palästinensern. Im Zuge der Zweiten Intifada kam es am Nachmittag des 1. Oktober 2000 zu einem bewaffneten Überfall auf das Josefsgrab. Madhat Yusuf, ein 19-jähriger drusischer Unteroffizier der Grenzpolizeitruppen der israelischen Armee, wurde dabei von einem palästinensischen Scharfschützen getroffen und erlitt eine Verletzung an einer Schlagader. Der örtliche israelische Kommandant, Generalmajor Jitzchak Eitan, bat die Palästinensische Autonomiebehörde um eine Feuerpause, um den schwerverletzten Madhat Yusuf bergen zu können. Die Autonomiebehörde sagte zu, konnte (oder wollte) sich jedoch offenbar gegen die eigenen Kämpfer in Nablus nicht durchsetzen. Jedenfalls trafen die Sicherheitskräfte, die Yusuf hätten evakuieren sollen, nicht ein. Madhat Yusuf verblutete nach vier Stunden ohne Hilfe. Die genauen Umstände, wieso es nicht zur Rettung kam, sind bis heute nicht vollständig geklärt.
Die Hinterbliebenen Yusufs werfen Gantz, der Befehlshaber der israelischen Einheiten im Westjordanland war, unterlassene Hilfeleistung vor. Er habe versäumt, Verstärkung zu schicken, um Yusuf zu retten, und sich stattdessen auf Verhandlungen mit den Palästinensern eingelassen. Sie versuchten, seine Ernennung zum Oberbefehlshaber im Jahre 2005 vor Gericht zu verhindern. Das Gericht folgte jedoch der Argumentation des Militärs, wonach Gantz nicht der ranghöchste Offizier vor Ort war. Die Entscheidung, aus militärischen und politischen Erwägungen auf einen massiven Armeeeinsatz am Josefsgrab zu verzichten, sei höheren Orts getroffen worden. Der Fall Madhat Yusuf wurde in Israel zum Inbegriff einer gescheiterten Operation der Armee.

## Politische Laufbahn
Am 27. Dezember 2018 gründete Gantz eine politische Partei namens Chosen LeJisra’el (übersetzt: Widerstandskraft für Israel) und trat bei der Parlamentswahl am 9. April 2019 mit dem Ziel, Benjamin Netanjahu als Ministerpräsident abzulösen, an. Gantz’ Partei schloss sich mit der von Mosche Ja’alon gegründeten Telem-Partei und der liberalen Jesch Atid von Jair Lapid zum Wahlbündnis Kachol Lavan zusammen. Das Bündnis belegte in Umfragen zwischenzeitlich den ersten Platz, unterlag letztendlich aber gegen den nationalkonservativen Likud von Ministerpräsident Netanjahu.
Seit dem 30. April 2019 war Gantz Mitglied der (21.) Knesset und bis 25. März 2020 Oppositionsführer. Seit dem 26. März 2020 war er Präsident der Knesset. Das Amt übte er bis zu seiner Ablösung am 17. Mai 2020 aus. Sein Nachfolger wurde Yariv Levin.
Am 20. April 2020 einigten sich Gantz und Israels Ministerpräsident Benjamin Netanjahu auf die Bildung einer gemeinsamen Regierung. Ein Abkommen über eine Notregierung der nationalen Einheit wurde unterzeichnet. In der großen Koalition war eine Rotation im Amt des Premierministers vorgesehen. Netanjahu sollte zunächst eineinhalb Jahre lang das Amt bekleiden und dann von Gantz abgelöst werden.
Am 13. Juni 2021 wurde Gantz als Minister für Verteidigung in das Kabinett Bennett-Lapid berufen. Dort blieb er im Amt, bis am 29. Dezember 2022 die neue Regierung vereidigt wurde.

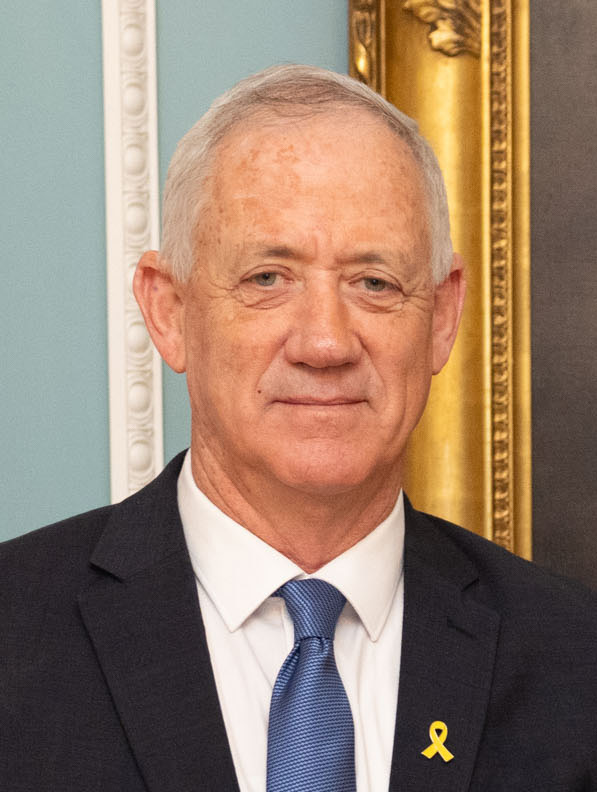
Benny Gantz (2024)

Im Oktober 2023 wurde im Zuge des Hamas-Angriffes auf Ortschaften nahe dem Gazastreifen ein dreiköpfiges Kriegskabinett gebildet, dem neben Gantz der Ministerpräsident Benjamin Netanjahu und Verteidigungsminister Joaw Galant angehören und das aus dem Kabinett Netanjahu VI hervorging. Im April 2024 rief Gantz Netanjahu zu Neuwahlen auf, um das Vertrauen in die Regierung wiederherzustellen. Im Mai forderte er, der Ministerpräsident solle bis zum 8. Juni einen Nachkriegsplan für Gaza vorlegen, sonst werde er zurücktreten. Am 9. Juni 2024 verließ Gantz das israelische Kriegskabinett, auch traten weitere Mitglieder der Nationalen Union aus der Notstandsregierung aus.